# Jana Čepelová
Jana Čepelová (* 29. Mai 1993 in Košice) ist eine ehemalige slowakische Tennisspielerin.

## Karriere

### 2010 bis 2013
Čepelová, die bereits im Alter von vier Jahren mit dem Tennisspielen begann, gewann 2010 zusammen mit ihrer Landsfrau Chantal Škamlová den Doppeltitel der Juniorinnen bei den Australian Open. Außerdem gewann sie im selben Jahr bei den Olympischen Jugend-Sommerspielen in Singapur die Bronzemedaille im Einzel sowie Silber im Doppel mit Škamlová. 2010 gewann sie das ITF-Turnier in Monastir. 2011 folgten weitere ITF-Titel in Stuttgart, Kristinehamn und Prag.
In der Partie gegen Tschechien im Februar 2011 in Bratislava trat sie erstmals für die slowakische Fed-Cup-Mannschaft an. Inzwischen hat sie in ihrer Fed-Cup-Bilanz fünf Siege und sieben Niederlagen zu Buche stehen.
Čepelová qualifizierte sich 2012 in Wimbledon erstmals für das Hauptfeld eines Grand-Slam-Turniers. Sie besiegte dort Kristina Mladenovic und die frühere Top-20-Spielerin Anabel Medina Garrigues, ehe sie gegen die Weltranglistenzweite Wiktoryja Asaranka mit 3:6 und 3:6 verlor. 2013 erreichte sie bei allen vier Grand-Slam-Turnieren das Hauptfeld, dreimal stand sie in der zweiten Runde. Nach den US Open legte sie verletzungsbedingt eine Pause ein.

### Seit 2014
In der ersten Runde der Australian Open scheiterte sie 2014 an Bojana Jovanovski. In der zweiten Runde von Charleston besiegte sie in zwei Sätzen die Weltranglistenerste Serena Williams. Damit beendete sie gleich zwei Serien von Williams, 28 Siege auf Sand in Folge und 15 Siege in Charleston in Folge. Čepelová war damit nach Katarína Studeníková, Daniela Hantuchová und Dominika Cibulková die vierte slowakische Spielerin, die eine aktuelle Weltranglistenerste schlagen konnte. Nur einen Tag vor ihrer Erstrundenpartie bei den Australian Open wurde Čepelová im Januar 2015 ins Krankenhaus eingeliefert; es folgte eine zweimonatige Spielpause und sie verlor ihren Platz in den Top 100.
Im Oktober 2023 erklärte sie ihren Rücktritt.

## Turniersiege

### Einzel
| Nr. | Datum              | Turnier      | Kategorie    | Belag             | Finalgegnerin       | Ergebnis      |
| --- | ------------------ | ------------ | ------------ | ----------------- | ------------------- | ------------- |
| 1.  | 30. Oktober 2010   | Monastir     | ITF $10.000  | Hartplatz         | Diāna Marcinkēviča  | 6:2, 6:2      |
| 2.  | 23. Januar 2011    | Stuttgart    | ITF $10.000  | Hartplatz (Halle) | Nina Zander         | 6:4, 6:4      |
| 3.  | 25. Juni 2011      | Kristinehamn | ITF $25.000  | Sand              | Alexandra Cadanțu   | 6:3, 4:6, 6:3 |
| 4.  | 28. August 2011    | Prag         | ITF $25.000  | Sand              | Bibiane Schoofs     | 7:66, 6:4     |
| 5.  | 16. November 2013  | Dubai        | ITF $75.000  | Hartplatz         | Maria Elena Camerin | 6:1, 6:2      |
| 6.  | 15. Juli 2017      | Budapest     | ITF $100.000 | Sand              | Danka Kovinić       | 6:4, 6:3      |
| 7.  | 13. September 2020 | Prag         | ITF $25.000  | Sand              | Renata Zarazúa      | 6:4, 7:64     |

### Doppel
| Nr. | Datum            | Turnier   | Kategorie   | Belag     | Partnerin       | Finalgegnerinnen                     | Ergebnis          |
| --- | ---------------- | --------- | ----------- | --------- | --------------- | ------------------------------------ | ----------------- |
| 1.  | 15. Oktober 2011 | St. Cugat | ITF $25.000 | Sand      | Katarzyna Piter | Leticia Costas Inés Ferrer Suárez    | 6:3, 2:6, [10:6]  |
| 2.  | 18. Februar 2012 | Rabat     | ITF $25.000 | Sand      | Réka Luca Jani  | Anastasia Grymalska Ilona Kremen     | 6:74, 6:1, [10:4] |
| 3.  | 17. März 2012    | Poza Rica | ITF $25.000 | Hartplatz | Lenka Wienerová | Maria Elena Camerin Marija Korytzewa | 7:5, 2:6, [10:3]  |

## Abschneiden bei Grand-Slam-Turnieren

### Einzel
| Turnier         | 2012 | 2013 | 2014 | 2015 | 2016 | 2017 | 2018 | 2019 | 2020 | 2021 | 2022 | 2023 | Karriere |
| --------------- | ---- | ---- | ---- | ---- | ---- | ---- | ---- | ---- | ---- | ---- | ---- | ---- | -------- |
| Australian Open | Q1   | 2    | 1    | —    | Q2   | 1    | 1    | Q1   | Q1   | —    | —    | —    | 2        |
| French Open     | Q1   | 2    | 1    | Q2   | Q2   | 1    | —    | —    | Q1   | —    | —    | —    | 2        |
| Wimbledon       | 3    | 2    | 1    | 2    | 3    | 1    | Q1   | Q3   |      | —    | —    | Q2   | 3        |
| US Open         | Q3   | 1    | 2    | Q2   | Q3   | 1    | —    | 1    | —    | —    | —    | Q1   | 2        |

### Doppel
| Turnier         | 2013 | 2014 | 2015 | 2016 | 2017 | Karriere |
| --------------- | ---- | ---- | ---- | ---- | ---- | -------- |
| Australian Open | —    | —    | —    | —    | —    | —        |
| French Open     | 1    | 2    | —    | —    | 2    | 2        |
| Wimbledon       | 2    | 1    | 1    | —    | —    | 2        |
| US Open         | —    | 1    | —    | —    | 2    | 2        |

Zeichenerklärung: S = Turniersieg; F, HF, VF, AF = Einzug ins Finale / Halbfinale / Viertelfinale / Achtelfinale; 1, 2, 3 = Ausscheiden in der 1. / 2. / 3. Hauptrunde; Q1, Q2, Q3 = Ausscheiden in der 1. / 2. / 3. Qualifikationsrunde; nicht ausgetragen